# 正定县文庙
38°08′34.4″N 114°33′40.6″E / 38.142889°N 114.561278°E
正定县文庙坐落在河北省石家庄市正定县老城内育才街西侧，坐北朝南，县志记载建于明洪武七年（1374年），但由建筑风格判断建于唐末五代初。现存建筑还有照壁，泮池，戟门，东西庑和大成殿，其中大成殿是中国现存最早的文庙大成殿建筑。文庙内还有《重修真定县学碑记》，《重修文庙碑记》等石碑。
大成殿是文庙的正殿，可能是五代或宋朝初时的遗物，面宽五间，进深三间，面积650平米，单檐歇山顶，柱头铺作双杪偷心，斗拱雄伟，无补间铺作。
正定县文庙大成殿于1956年被列为河北省文物保护单位，1996年被列为第四批全国重点文物保护单位。

## 图片

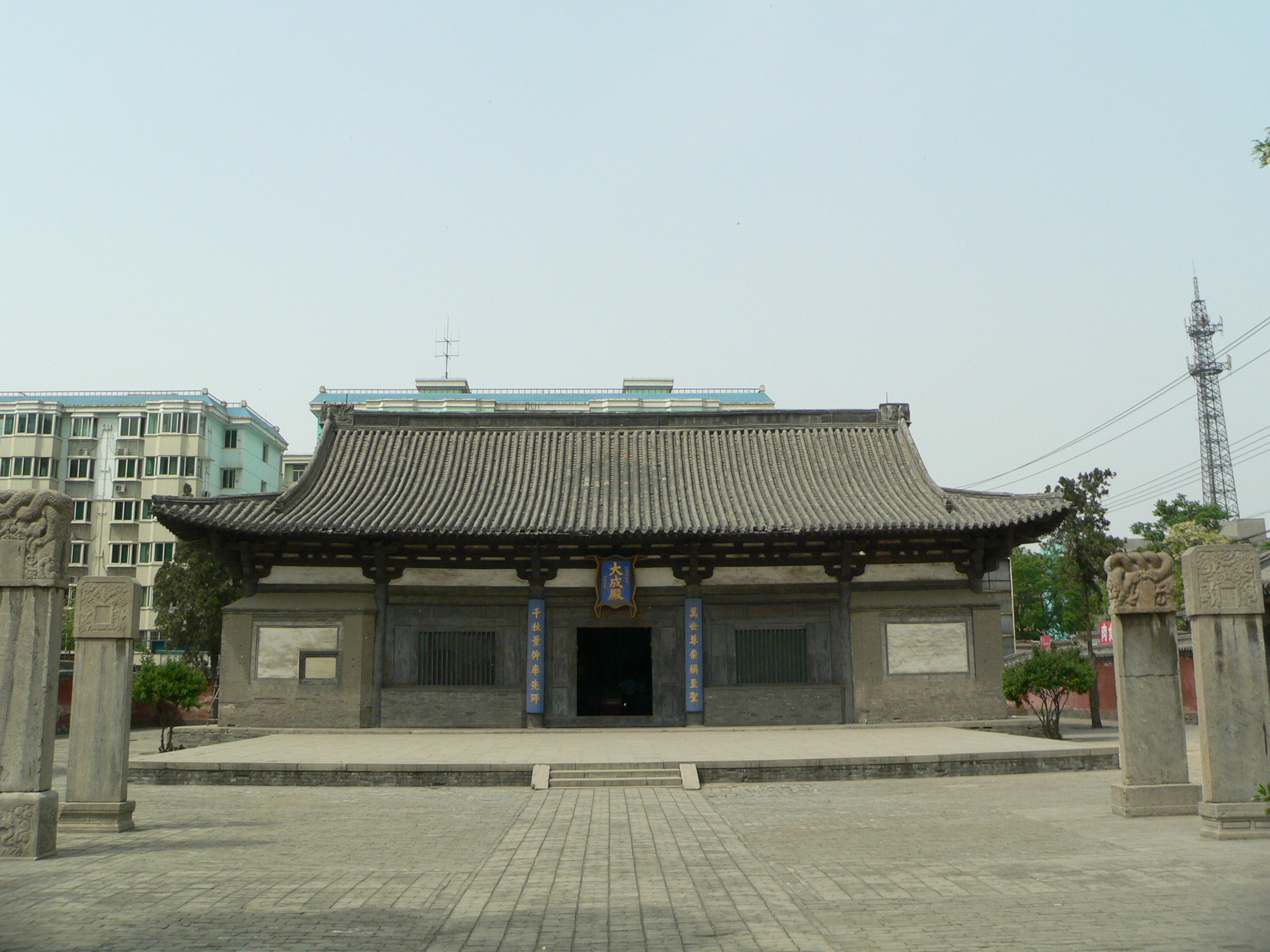
大成殿，2009年
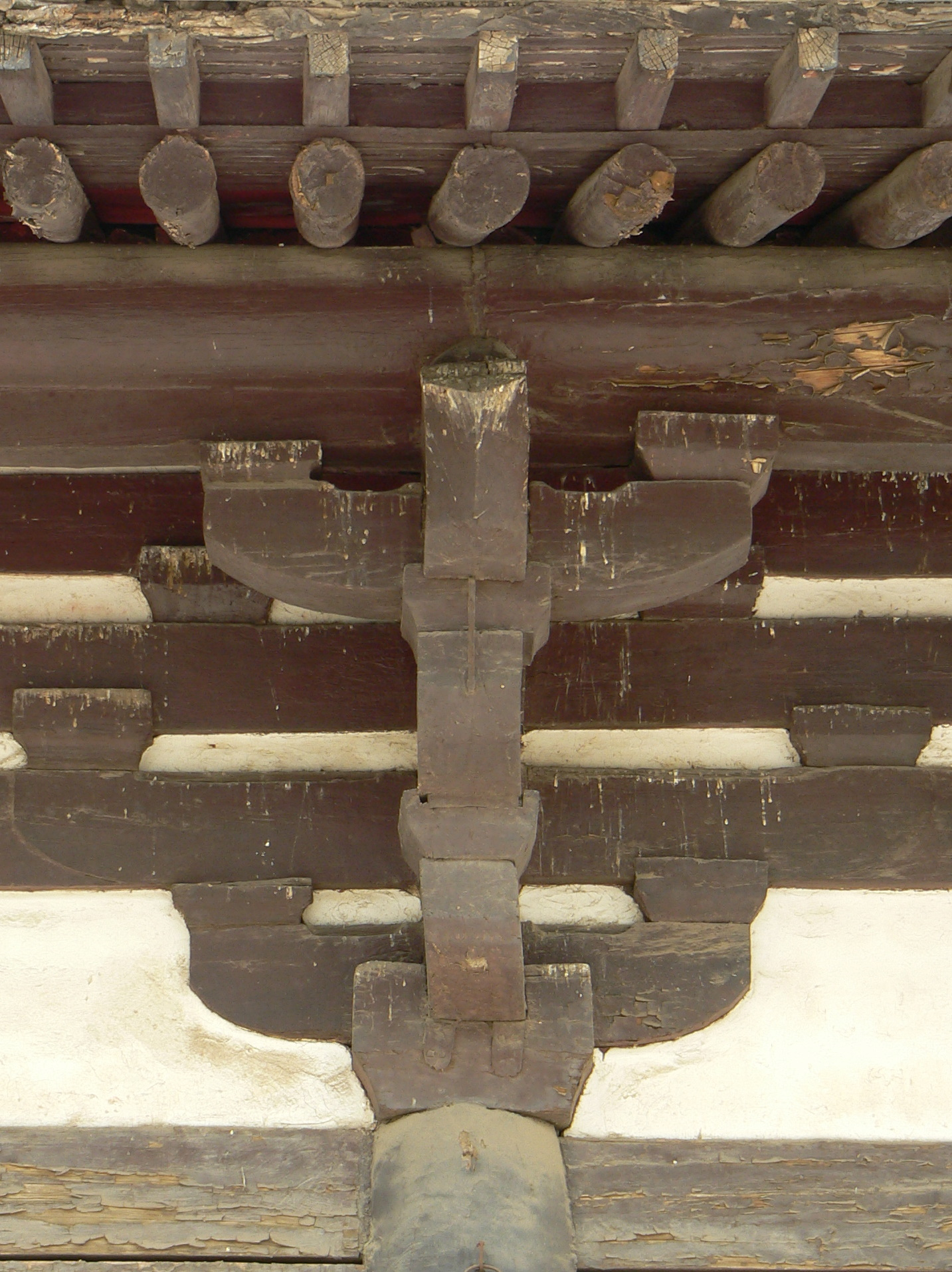
柱头铺作
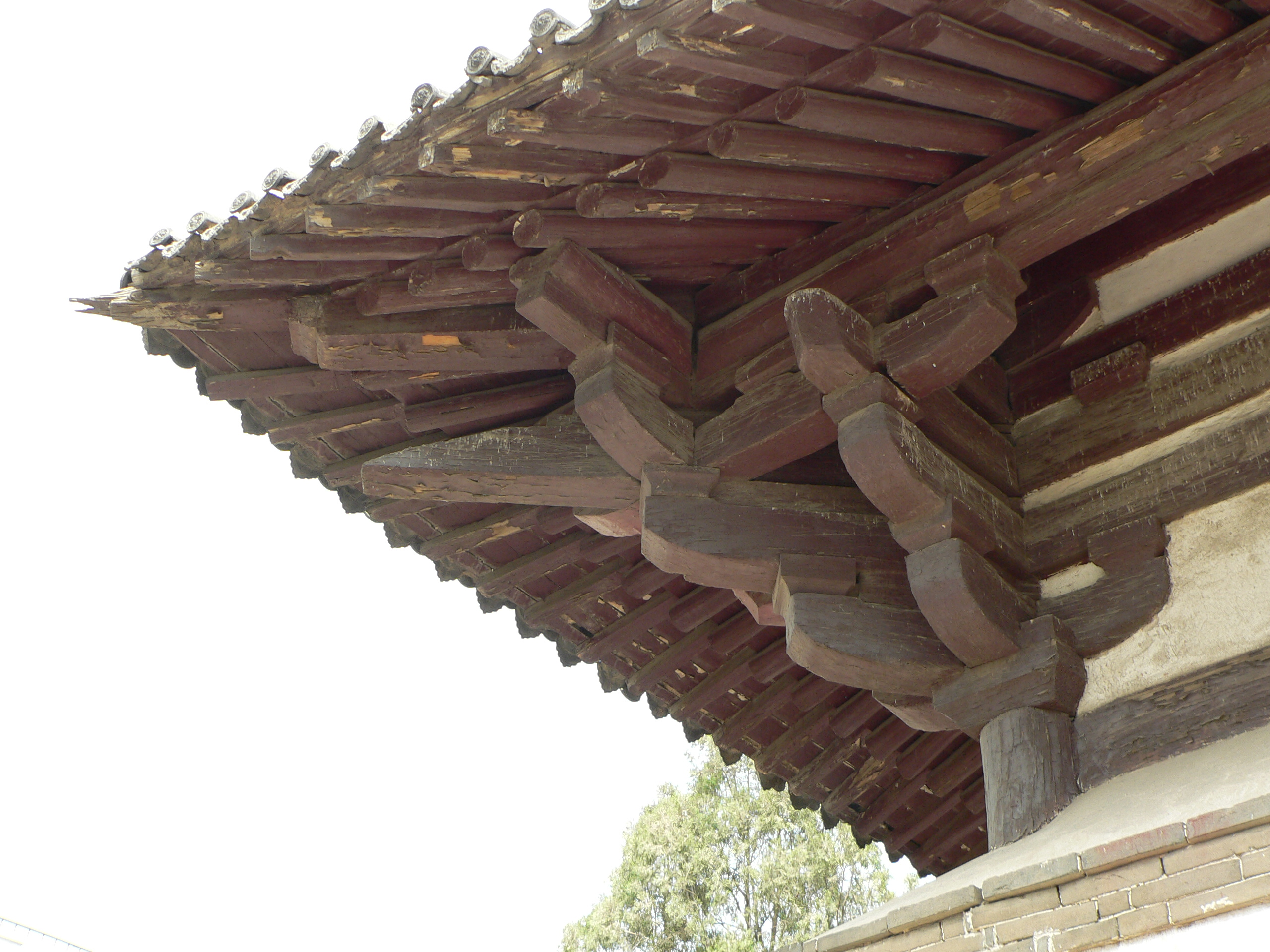
转角铺作